# Anna Christina Ehrenfried von Balthasar
Anna Christina Ehrenfried von Balthasar (* 24. Januar 1737 in Stralsund; † 5. Juli 1808 in Richtenberg) war eine der wenigen Frauen, denen im 18. Jahrhundert ein Akademischer Grad verliehen wurde.

## Leben
Anna Christina Ehrenfried von Balthasar wurde als Tochter des Augustin von Balthasar (1701–1786) und seiner zweiten Frau Christina Barbara Zander in Stralsund geboren. Sie lernte als Kind Französisch und Latein, betrieb Malerei und Musik und wurde in den Rechtswissenschaften ausgebildet.
Auf Initiative ihres Vaters, der Hochschullehrer an der Universität Greifswald war, hielt sie am 28. April 1750, also mit 13 Jahren, bei der feierlichen Einweihung des Universitätsgebäudes eine lateinische Festrede zum Geburtstag des Landesherrn von Schwedisch-Pommern, des Königs Friedrich von Schweden.  Am gleichen Tag erhielt sie das akademische Bürgerrecht der Universität Greifswald und wurde formell als Studentin der Philosophischen Fakultät aufgenommen. Bereits zwei Tage später, am 30. April 1750, wurde sie durch den Dekan der Philosophischen Fakultät, den Mathematiker Andreas Mayer, zur Baccalaurea der Künste und der Philosophie, Baccalaurea Artium et Philosophiae, promoviert.
Sie war Mitglied der Deutschen Gesellschaft zu Greifswald, die ihre Schriften als Anhang einer Sammlung Anakreontischer Lieder herausgab, und der Deutschen Gesellschaft in Jena. Im Jahre 1756 richtete die Königliche Deutsche Gesellschaft (Königsberg), deren Mitglied sie geworden war, ein gedrucktes Schreiben an sie.
1757 heiratete sie den Hofgerichtsreferendar Johann Heinrich von Essen, Sohn des Hofgerichts-Direktors Franz Joachim von Essen. Anschließend ist sie in der akademischen Welt nicht mehr aufgetreten. Ihr Mann gab 1764 seine Stellung als Assessor beim Hofgericht Greifswald auf. Seine „ungeregelte Lebensweise“ führte zum persönlichen Konkurs und zur Trennung der Eheleute. Sie zog 1771 mit ihren beiden Töchtern zu ihrem Vater nach Wismar, wo dieser als Vizepräsident des Tribunals tätig war.  Sie starb am 5. Juli 1808 auf einer Besuchsreise in Richtenberg.

## Einordnung
Nach Walther Schönfeld war sie „kein Wunderkind, wohl aber über das Mittelmaß hinaus begabt und gebildet und kam zu akademischen Ehren, die ihr wohl, trotz ihrer Vorbildung und Leistungen, kaum zugedacht worden wären, wenn nicht der auf sie so stolze Vater gewesen wäre.“
Sie kann verglichen werden mit Dorothea Schlözer, der Tochter des Göttinger Professors August Ludwig von Schlözer, die im Jahre 1787 an der Universität Göttingen im Alter von 17 Jahren zum Dr. phil. promoviert wurde. Anders lag es bei Dorothea Christiane Erxleben, die 1754 an der Universität Halle zum Dr. med. promoviert wurde und die tatsächlich als Ärztin praktizierte.